# Javed Iqbal
Javed Iqbal Mughal, noto anche come “il Mostro Pakistano” (Lahore, 1956 – Lahore, 8 ottobre 2001), è stato un serial killer pakistano, autore di circa 100 omicidi accertati.

## Biografia

### Le origini
Nato nel 1956 a Lahore, era il sesto di 8 figli di un commerciante; iscritto al Government Islamia College di Lahore, nel 1978 mentre era ancora studente iniziò a lavorare avviando un'attività di rifusione dell'acciaio. Nel frattempo si trasferì a Shadbagh, in una casa acquistata per lui dal padre, convivendo con altri ragazzi.
Nel 1995 e nel giugno 1998 gli vennero mosse alcune accuse di sodomia verso minorenni, ma non fu mai condannato; nel secondo caso fu liberato su cauzione. Secondo una sua deposizione, venne arrestato per errore e subì percosse che gli causarono lesioni sulla spina dorsale, paralizzandolo per un certo lasso di tempo; questo avvenimento suscitò in lui un forte risentimento.

### Gli omicidi
Non si sa con precisione quando iniziarono gli omicidi; durarono alcuni mesi e terminarono alla fine del 1999. Le sue vittime erano bambini orfani e ragazzi di strada che fuggivano dalle proprie famiglie; avevano tutti dai 6 ai 16 anni e venivano avvicinati con promesse di cibo e lavoro; dopo che si conquistava la loro fiducia e li convinceva a seguirlo presso la sua abitazione, li drogava per poi denudarli completamente e stuprarli, a volte inserendo oggetti appuntiti nel retto. Successivamente li strangolava con una catena di ferro, smembrandoli e sciogliendoli in una tinozza riempita di acido cloridrico; ai delitti parteciparono tre complici, degli adolescenti che dividevano la casa con Iqbal.
Inizialmente i resti liquefatti venivano scaricati nelle fognature ma quando i vicini si lamentarono del cattivo odore, per non rischiare di essere scoperto, li buttò nel fiume Ravi. I complici si occupavano soprattutto di scattare le foto alle vittime; Iqbal ne scriveva i nomi, le età e le date della morte in un diario e in un notebook. Le scarpe e i vestiti li conservava in alcuni scatoloni per non lasciare tracce.
Ogni delitto gli costò 120 rupie (2,40 $): la maggior parte di soldi venivano spesi per comprare l'acido da un venditore chiamato Ishaq Billa.
Nel tempo si scatenò una caccia all'uomo che coinvolse dozzine di persone; nonostante le ricerche, riuscì a sfuggire all'arresto.

### L'arresto
Nel dicembre 1999 inviò una lettera alla polizia e ad un giornale locale, dove confessava l'omicidio di 100 ragazzi, di non provare rimorsi e di odiare il mondo. Il 30 dicembre, per paura che la polizia lo uccidesse, si consegnò presso la sede del giornale Daily Jang; venne arrestato poco tempo dopo da un esercito composto da almeno cento soldati. Anche i suoi complici vennero fermati; si trovavano nella zona del Sohawa e stavano chiedendo l'elemosina ai passanti.
Durante la perquisizione di casa sua, gli agenti trovarono delle prove: macchie di sangue sulle pareti e sui pavimenti, la catena con cui strangolava le vittime, alcune bottiglie di alcol e acido, delle maschere antigas, una raccolta di circa 100 foto appartenenti alle vittime, un grosso mucchio di vestiti, il diario e il notebook. In una tinozza blu c'erano i resti di due bambini; in casa non si trovavano altri corpi. Fuori dall'abitazione c'era un fusto riempito d'acido che conteneva altri resti. Una delle due vittime fu identificata come “Ijaz”.
Con le foto e i vestiti, i parenti di alcuni bimbi scomparsi identificarono i loro figli, che sarebbero stati tutti uccisi da Iqbal. I vicini si dichiararono estranei da ogni vicenda. Il caso attirò molta attenzione sia in Pakistan sia all'estero; il killer si guadagnò il soprannome di “Mostro Pakistano”.
Il killer provò a ritrattare la sua confessione, ma era troppo tardi; arrivò ad accusare la polizia di averlo fatto confessare sotto minacce. Inoltre, durante la sua permanenza nella sede del giornale, tentò di convincere i giornalisti che era un semplice testimone oculare dei delitti.
Rilasciò poi alcune dichiarazioni sul movente: in primo luogo, avrebbe ucciso per “vendicarsi della polizia che, quando lo arrestò, gli fece del male”. Poi disse che “voleva evidenziare la condizione disagiata dei ragazzi” e che “voleva mandare un messaggio ai genitori dei ragazzi, che pensava fossero responsabili di negligenza”. Infine dichiarò che, con l'atto dell'omicidio, “voleva dare della speranza a dei bambini rassegnati al loro triste destino di mendicante; poteva andare oltre le cento uccisioni e arrivare a cinquecento, ma si rifiutava”.

### Il processo
Pochi giorni dopo l'arresto Ishaq Billa, la persona accusata di avere venduto l'acido a Iqbal e di avere partecipato agli stupri, si suicidò buttandosi dalla finestra del terzo piano di una sede della polizia; secondo i testimoni, morì sul colpo. Secondo un esame post-mortem, la polizia avrebbe usato la forza contro di lui; sempre secondo i testimoni, al momento della morte non indossava le manette.
Iqbal e gli altri complici affrontarono il processo.
105 persone (tra cui 73 parenti delle vittime) testimoniarono contro di lui; la difesa non presentò testimoni. Durante il processo, che durò due mesi, i parenti delle vittime chiesero la pena di morte e protestarono più volte.
Il 16 marzo 2000 il giudice Allah Bukhsh Ranjha lo trovò colpevole di 100 omicidi, di alcuni abusi su minorenni e lo condannò a morte: avrebbe dovuto essere portato in un famoso parco, strangolato con una catena di ferro davanti ai parenti delle vittime, tagliato in cento pezzi e sciolto nell'acido, esattamente come fece con i bambini; la sentenza, che creò scalpore e venne contestata dalle massime autorità religiose islamiche, fu presto commutata in una semplice impiccagione; anche il complice Sajid Ahmad venne condannato alla pena capitale; l'altro complice, un ragazzo di nome Muhammad Sabir, è stato condannato a 42 anni di carcere; aveva 13 anni. A Nadeem Mohammad, l'ultimo complice, vennero dati 182 anni di carcere; aveva 15 anni ed era accusato di tredici omicidi.
Intanto Iqbal provò a suicidarsi in cella due volte, ma senza successo. Si era fatto l'idea che i poliziotti cospirassero contro di lui. L'avvocato della difesa Faisal Najib Chaundhry espresse più volte alla giuria i timori dell'imputato, ma non ottenne nulla.
Dopo avere ascoltato la condanna in aula, il killer giurò sul suo onore di essere innocente; successivamente firmò il verdetto. L'avvocato non escluse la possibilità di chiedere un appello; puntualmente qualche tempo dopo arrivò.

### Morte
Iqbal e il suo complice Sajid Ahmad vennero trovati morti la mattina dell'8 ottobre 2001 nel carcere di Kot Lakhpat; inizialmente girò la voce che si fossero avvelenati; poi la versione cambiò: secondo le autorità, si erano impiccati con le lenzuola quattro giorni dopo che ricorsero in appello. Iqbal aveva 45 anni; Ahmad circa 17.
L'autopsia sul cadavere di Iqbal indicò dei segni di tortura; sul corpo e sul viso vennero riscontrati segni di pestaggio e traumi, ma nessuna indagine venne svolta dalle autorità.